# Memórias de um sargento de milícias
Memórias de um sargento de milícias (Memorie di un sergente di polizia) è un romanzo satirico scritto dall'autore brasiliano Manuel Antonio de Almeida. Fu pubblicato per la prima volta nel 1854, mentre in precedenza era stato pubblicato a dispense su un quotidiano dal 1852.
Il libro è pieno di pittoresche descrizioni della vita di Rio de Janeiro all'inizio del XIX secolo, comprese le feste e le manifestazioni popolari. Il libro è considerato un'opera eccezionale nella letteratura brasiliana, a causa del suo umorismo quasi grottesco nei confronti di alcune istituzioni brasiliane, come l'esercito e la chiesa, ed è considerato, oltre a un capolavoro letterario, un'importante fonte della storia brasiliana.

## Trama
Il romanzo è ambientato intorno al 1808, epoca del trasferimento della corte portoghese in Brasile (poiché il primo rigo recita: "Era ai tempi del re") e racconta la storia colorata di un bambino problematico (Leonardo), da quando i suoi genitori si incontrano per la prima volta, fino alla sua infanzia, in una società ipocrita e corrotta. Leonardo cresce e diventa un giovane amorale e spericolato finché non viene arrestato dalla polizia e gli viene data la possibilità di diventare un agente di polizia invece di scontare la pena.

## Edizioni
- Una recente edizione in portoghese (New York, NY: Luso-Brazilian Books, 2005) ISBN 0-85051-504-1
- Una recente edizione inglese intitolata Memoirs of a militia sergeant: a novel (New York: Oxford University Press, 1999) ISBN 0-19-511549-X